# Мелешко В'ячеслав Володимирович
В'ячеслав Володимирович Мелешко (нар. 7 жовтня 1951, м. Дніпропетровськ — пом. 14 листопада 2011) — український науковець у галузі механіки та акустики, доктор фізико-математичних наук (1984), професор, лауреат Державної премії України в галузі науки і техніки (2013, посмертно).

## Біографія
Народився у родині наукової та вишівської інтелігенції 7 жовтня 1951 р. у місті Дніпропетровську.
Закінчив з відзнакою механіко-математичний факультет Київського державного університету ім. Т. Г. Шевченка у 1973 році. Кандидат фізико-математичних наук з 1976 року, доктор фізико-математичних наук з 1984 року.
Представник школи механіки, створеної членом-кореспондентом НАН України А. Ф. Улітком та академіком НАН України В. Т. Грінченком. Понад 6 років він працював у Інституті механіки НАН України, а після 1982 року багато років і плідно працював у Інституті гідромеханіки НАН України, очоливши у 1990 році новий відділ вихрових рухів.
З 2002 року професор В. В. Мелешко очолював кафедру теоретичної та прикладної механіки механіко-математичного факультету Київського національного університету імені Тараса Шевченка. Читав лекційні курси: «Теоретична механіка», «Детерміновані та хаотичні коливання», «Коливання та хвилі в пружних системах», «Бігармонічні проблеми механіки», «Історія механіки» у Київському національному університеті ім. Тараса Шевченка; «Hydrodynamics of Stirring and Mixing» у Ейндховенському технологічному університеті (Eindhoven University of Technology, Нідерланди), університеті Твенте (Twente University, Нідерланди); «Advanced Dynamics» у Іллінойському університеті (University of Illinois at Urbana-Champaign, США)); «Introduction to Vortex Dynamics» у Інституті фізики атмосфери (Institute of Physics of Atmosphere), Німецький аерокосмічний центр (Deutsches Zentrum für Luft- und Raumfahrt e.V., DLR — Оберпфаффенгофен, Німеччина).
Викладацьку і навчально-методичну роботу В. В. Мелешко творчо поєднував з науковими пошуками. Він був всесвітньо визнаним спеціалістом у теорії пружності та гідромеханіки, а також акустики твердого тіла.
Наукові інтереси: бігармонічні задачі механіки, теорія змішування, вихрова динаміка. Основні наукові праці виконані у галузі вихрової динаміки, теорії змішування, акустики твердого тіла.
Член Національного комітету України з теоретичної і прикладної механіки (2000), член Програмного комітету Європейських конференцій з механіки рідини (2001). Входив до складу редакційних колегій міжнародних та вітчизняних наукових журналів з механіки, зокрема «Акустичного вісника» та «Прикладної гідромеханіки».

Могила В'ячеслава Мелешка, Байкове кладовище

Публікації: автор монографій «Гармонические колебания и волны в упругих телах» (1981, у співавторстві), «Динамика вихревых структур» (1993, у співавторстві), «Теорія хвилеводів» (2013, у співавторстві) та 180 наукових статей у вітчизняних та світових журналах.
Трагічно загинув у 60-річному віці 14 листопада 2011 року. Похований на Байковому кладовищі разом із родиною.

### Родина
Мати — Кононенко Є. П., викладала англійську мову у Дніпропетровському металургійному інституті. Батько — Мелешко В. І., лауреат Державної премії УРСР, професор, д.т.н. завідував відділом у Інституті чорної металургії. Дід — Кононенко П. П., інженер-будівник, лауреат Ленінської премії за будівництво доменних печей (1959 р.), заступник головного інженера будівництва «Магнітобуду», «Запоріжбуду», головний інженер будівництва «Дзержинськбуд».
Був одружений, виховав доньку.

## Державні нагороди
- Державна премія України в галузі науки і техніки 2013 року (посмертно) — за цикл наукових праць «Закономірності хвиле-вихрових процесів у суцільному середовищі» (у складі колективу)[2]